# La Torre de Guaita
|  | Aquest article tracta sobre Revista dels Testimonis de Jehovà. Vegeu-ne altres significats a «Torre de guaita (desambiguació)». |

La Torre de Guaita (La Talaia en la versió valenciana) és una revista editada per la Watchtower Bible and Tract Society of New York. És la revista més distribuïda arreu del món, juntament amb la revista Desperta't, i la publicació periòdica traduïda a més idiomes. Actualment en surten 3 números a l'any de l'edició pública que serveix per oferir en la predicació i 12 números, un per cada mes, de l'edició d'estudi que es fa servir en les Sales del Regne. La versió en anglès rep el nom de The Watchtower.
L'edició pública té sempre la següent introducció:
"Aquesta revista, La Torre de Guaita, dona honra a Jehovà Déu, el Sobirà de l'univers. Ens consola amb una bona notícia: el Regne de Déu aviat acabarà amb tota la maldat i transformarà la terra en un paradís. Promou la fe en Jesucrist, l'actual Rei d'aquest govern, qui va morir perquè poguéssim aconseguir vida eterna."
L'edició en català es va començar a distribuir al gener del 2012.

## Història
El 1879, després de la controvèrsia amb Nelson H. Barbour sobre la seva doctrina, Charles Taze Russell va crear la revista amb el nom Zion's Watch Tower and Herald of Christ's Presence, per poder difondre el seu missatge bíblic. Actualment reflecteix el punt de vista oficial del Consell Rector dels Testimonis de Jehovà.
Aquesta revista ha rebut diversos noms en el decurs de la seva existència:
- El Far de la Torre de Sió i Missatger de la Presència de Crist,(1909).
- La Torre de Guaita i Missatger de la Presència de Crist, (1939).
- La Torre de Guaita anuncia el Regne de Jehovà (nom actual).

Fins al mes de març de 1990, La Torre de Guaita i la seva companya Desperta't estaven disponibles per un petit cost que variava segons el lloc o el país. A partir de l'1 de març de 1990, la Societat va començar a oferir les revistes al públic dels Estats Units sense cap cost, demanant només la voluntat o una donació per l'obra.
La venda de literatura amb un preu establert es va anar eliminant progressivament a altres països durant els següents anys. Des de principis del 2000 La Torre de Guaita s'ha distribuït de franc a tot el món. La impressió és finançada per donacions voluntàries dels Testimonis de Jehovà i en alguns casos de persones simpatitzants.

## Distribució
La Torre de Guaita es publica sense interrupció des de l'any 1879; actualment té una tirada mitjana de 93 milions d'exemplars en 357 idiomes. La seva distribució arriba a 240 països. La Torre de Guaita no es troba en quioscos ni llibreries, sinó que és distribuïda per voluntaris de casa en casa, coneguts amb el nom de publicadors o mitjançant els expositors públics a peu de carrer, normalment en companyia de la Desperta't. També se'n poden adquirir a les Sales del Regne o per subscripció.
Malgrat la seva expansió mundial, aquesta i altres publicacions dels Testimonis de Jehovà estan prohibides a alguns països a causa del contingut polèmic d'algunes creences dels Testimonis de Jehovà, en especial als països amb règims polítics autoritaris, comunistes, dictadures i als llocs on no hi ha llibertat religiosa, especialment als països de majoria islàmica.
A part de la versió impresa tradicional, també es pot aconseguir la revista en format de lletra grossa sense il·lustracions y en format Braille pels cecs.
Des de gener de 2008 es poden descarregar els articles en format MP3, directament des d'Internet de franc i en diversos idiomes. També es pot descarregar des del lloc oficial la revista 'La Torre de Guaita' (en català) en format PDF.

## Autoria
Com és habitual en la literatura moderna dels Testimonis de Jehovà, els articles no van firmats pels seus autors. Un Comitè de Redacció supervisa la investigació, edició i desenvolupament dels articles. Després de comprovar l'exactitud doctrinal i ortogràfica, els Comitès de Traducció repartits per tot el món passen el text a les llengües pertinents. Un cop aprovada la traducció, s'envien els fitxers a les impremtes de la Societat en diferents països des d'on es reparteixen a les sucursals i congregacions.
Els noms dels autors (excepte en biografies) i editors, mai s'inclouen a la revista. Tots els articles són produïts sota l'autoria del Consell Rector de la societat, i per tant, el contingut de la revista es considera per tots els seguidors com la posició oficial de l'organització.